# Star Trek Armada
Star Trek: Armada è un videogioco di strategia in tempo reale (con paesaggio, unità e strutture 3D), ambientato nell'universo fantascientifico di Star Trek, dove si deve costruire e controllare di una flotta stellare di astronavi e basi stellari, sviluppato da Activision e distribuito nell'anno 2000.
Questo ha avuto un seguito Star Trek Armada II distribuito nell'anno 2002 e fatto anch'esso dalla casa di sviluppo Mad Doc Software.

## Modalità di gioco
Per il gioco in singolo ci sono 5 campagne (di varie missioni) in sequenza, che rappresentano le cinque fasi del racconto: quella della Federazione dei Pianeti Uniti, dei Klingon, dei Romulani, dei Borg e poi quella di tutte le prime tre fazioni contro la minaccia comune.
Sono presenti delle lezioni per imparare le nozioni di base del gioco ("tutorial"); inoltre sono anche forniti alcuni scenari di battaglie, che sono poi utilizzabili sia per il gioco in gruppo su LAN, con modem o su Internet, che in singolo contro il computer come schermaglia ("skirmish").

## Trama
Il videogioco si basa sulla serie di telefilm Star Trek: The Next Generation della Paramount.